# Megalocottus platycephalus
Megalocottus platycephalus är en fiskart som först beskrevs av Pallas, 1814.  Megalocottus platycephalus ingår i släktet Megalocottus och familjen simpor.

## Underarter
Arten delas in i följande underarter:
- M. p. platycephalus
- M. p. taeniopterus